# 常振國
常振國（英語：Chang Zhen-guo；—1985年），聖名保祿，是天主教中國籍地下教會主教，不被中國政府承認。曾任吉林省四平街教區主教（1981年-1985年）。

## 生平
常振國出生於在中國。1981年4月20日，常振國由地下教會團體秘密晉牧，成為吉林省四平街教區主教，後來獲得時任教宗若望保祿二世認可，但中國政府一直不承認。1985年，常振國主教在中國去世。